# Prismă triunghiulară biaugmentată
În geometrie prisma triunghiulară biaugmentată este un poliedru convex construit prin augmentarea unei prisme triunghiulare prin atașarea a două piramide pătrate (J1) pe două din fețele sale laterale. Este poliedrul Johnson J50. Având 11 fețe, este un endecaedru.
Este înrudită cu prisma triunghiulară augmentată (J49) și prisma triunghiulară triaugmentată (J51)

## Mărimi asociate
Pentru o prismă triunghiulară augmentată cu lungimea laturilor egală cu 2 coordonatele vârfurilor sunt date de:
{\displaystyle (0;\;\pm 1;\;{\sqrt {3}}),}
{\displaystyle (\pm 1;\;\pm 1;\;0),}
{\displaystyle \left(\pm {\frac {1+{\sqrt {6}}}{2}};\;0;\;{\frac {{\sqrt {2}}+{\sqrt {3}}}{2}}\right).}
În acest caz, axa de simetrie a poliedrului va coincide cu axa Oz, iar două plane de simetrie vor coincide cu planele xOz și yOz.
Următoarele formule pentru arie, A și volum, V sunt stabilite pentru lungimea laturilor tuturor poligoanelor (care sunt regulate) a:
{\displaystyle A=\left(1+{\frac {5{\sqrt {3}}}{2}}\right)a^{2}\approx 5,3301270~a^{2},}
{\displaystyle V={\sqrt {{\frac {59}{144}}+{\frac {1}{\sqrt {6}}}}}\,a^{3}\approx 0,9044172~a^{3}.}